# Lijst van onroerend erfgoed in Dikkebus
Een overzicht van het onroerend erfgoed in de deelgemeente Dikkebus in de gemeente Ieper. Het onroerend erfgoed maakt deel uit van het cultureel erfgoed in België.
| Object                                       | Erfgoedstatus? | Bouwjaar of architect | Deelgemeente | Adres                          | Coördinaten                   | Nummer? | Afbeelding                                   |
| -------------------------------------------- | -------------- | --------------------- | ------------ | ------------------------------ | ----------------------------- | ------- | -------------------------------------------- |
| Hoekhuis 't Hof van Commerce                 |                |                       | Dikkebus     | Dikkebusseweg 500              | 50° 49' 17" NB, 2° 50' 3" OL  | 30664   | Hoekhuis 't Hof van Commerce                 |
| Eenheidsbebouwing                            |                |                       | Dikkebus     | Dikkebusseweg 548-552          | 50° 49' 12" NB, 2° 49' 47" OL | 30665   | Eenheidsbebouwing                            |
| Eenheidsbebouwing                            |                |                       | Dikkebus     | Dikkebusseweg 556-558, 562-564 | 50° 49' 12" NB, 2° 49' 45" OL | 30666   | Eenheidsbebouwing                            |
| Eenheidsbebouwing van drie arbeiderswoningen |                |                       | Dikkebus     | Dikkebusseweg 565-569          | 50° 49' 11" NB, 2° 49' 49" OL | 30667   | Eenheidsbebouwing van drie arbeiderswoningen |
| Burgerhuis 't Vijverhuis                     |                |                       | Dikkebus     | Dikkebusvijverdreef 1          | 50° 49' 18" NB, 2° 50' 52" OL | 30668   | Upload foto                                  |
| Hoeve Capronshof                             |                |                       | Dikkebus     | Groenejagerstraat 11           | 50° 49' 34" NB, 2° 50' 3" OL  | 30670   | Hoeve Capronshof                             |
| Hoeve met losse bestanddelen                 |                |                       | Dikkebus     | Groenejagerstraat 14           | 50° 49' 50" NB, 2° 50' 9" OL  | 30671   | Hoeve met losse bestanddelen                 |
| Hoeve met losse bestanddelen                 |                |                       | Dikkebus     | Hallebaststraat 2              | 50° 48' 44" NB, 2° 49' 13" OL | 30672   | Hoeve met losse bestanddelen                 |
| Parochiekerk Sint-Jan-Baptist                |                |                       | Dikkebus     | Kerkstraat zonder nummer       | 50° 49' 11" NB, 2° 49' 58" OL | 30673   | Parochiekerk Sint-Jan-Baptist                |
| Wegkapelletje                                |                |                       | Dikkebus     | Millekruisstraat 3             | 50° 48' 14" NB, 2° 48' 46" OL | 30674   | Wegkapelletje                                |
| Hoeve met losse bestanddelen                 |                |                       | Dikkebus     | Millekruisstraat 5             | 50° 48' 11" NB, 2° 48' 58" OL | 30675   | Hoeve met losse bestanddelen                 |
| Twee identieke hoeven                        |                |                       | Dikkebus     | Molendreef 1-3                 | 50° 48' 50" NB, 2° 48' 23" OL | 30676   | Twee identieke hoeven                        |
| Hoeve Rozenhove                              |                |                       | Dikkebus     | Ouderdomseweg 9                | 50° 48' 54" NB, 2° 48' 42" OL | 30678   | Hoeve Rozenhove                              |
| Wederopbouwhoeve met losse bestanddelen      |                |                       | Dikkebus     | Ouderdomseweg 15               | 50° 49' 8" NB, 2° 48' 7" OL   | 30679   | Wederopbouwhoeve met losse bestanddelen      |
| Herberg - afspanning                         |                |                       | Dikkebus     | Ouderdomseweg 48               | 50° 49' 5" NB, 2° 48' 31" OL  | 30680   | Herberg - afspanning                         |
| Hoeve Haaghof                                |                |                       | Dikkebus     | Rozelaarstraat 4               | 50° 49' 5" NB, 2° 47' 46" OL  | 30682   | Hoeve Haaghof                                |
| Hoeve met losse bestanddelen                 |                |                       | Dikkebus     | Steenakkerstraat 2             | 50° 49' 45" NB, 2° 49' 41" OL | 30683   | Hoeve met losse bestanddelen                 |
| Hoeve Manquetiendehof                        |                |                       | Dikkebus     | Zorgvlietstraat 64             | 50° 49' 45" NB, 2° 49' 49" OL | 30684   | Hoeve Manquetiendehof                        |
| The Huts Cemetery                            | Monument       |                       | Dikkebus     | Steenakkerstraat               | 50° 49' 24" NB, 2° 49' 13" OL | 201109  | The Huts Cemetery                            |
| Dickebusch Old Military Cemetery             | Monument       |                       | Dikkebus     | Neerplaats                     | 50° 49' 9" NB, 2° 49' 59" OL  | 201111  | Dickebusch Old Military Cemetery             |
| Dickebusch New Military Cemetery             | Monument       |                       | Dikkebus     | Kerkstraat                     | 50° 49' 6" NB, 2° 49' 57" OL  | 201113  | Dickebusch New Military Cemetery             |
| Dickebusch New Military Cemetery Extension   | Monument       |                       | Dikkebus     | Kerkstraat                     | 50° 49' 6" NB, 2° 49' 57" OL  | 308327  | Dickebusch New Military Cemetery Extension   |
| Gedenkzuil militaire en burgerlijke doden    |                |                       | Dikkebus     | Kerkstraat                     |                               | 213271  | Gedenkzuil militaire en burgerlijke doden    |
| Geallieerde mitrailleurspost                 |                |                       | Dikkebus     | Reningelststraat 2             |                               | 213510  | Geallieerde mitrailleurspost                 |
| Britse brug over de Kemmelbeek               | Monument       |                       | Dikkebus     | Hallebaststraat                |                               | 215701  | Britse brug over de Kemmelbeek               |